# Bukowo (jezioro w powiecie wałeckim)
Bukowo – jezioro w woj. zachodniopomorskim, w powiecie wałeckim, w gminie Człopa, leżące na terenie Pojezierza Wałeckiego.

## Dane morfometryczne
Powierzchnia zwierciadła wody według różnych źródeł wynosi od 15,3 ha przez 16,49 ha do 18,5 ha.
Zwierciadło wody położone jest na wysokości 104,5 m n.p.m. Średnia głębokość jeziora wynosi 4,5 m lub 4,9 m, natomiast głębokość maksymalna 9,1 m lub 9,2 m.

## Hydronimia
Według urzędowego spisu opracowanego przez Komisję Nazw Miejscowości i Obiektów Fizjograficznych (KNMiOF) nazwa tego jeziora to Bukowo. W różnych publikacjach i na mapach topograficznych jezioro to występuje pod nazwą Bukowo Wielkie lub Bukowo Duże